# Fora de control
Fora de control (títol original en anglès, The Unlisted) és una sèrie de televisió dramàtica de ciència-ficció infantil australiana. La sèrie segueix la història de bessons idèntics de dotze anys, en Drupad i en Kalpen Sharma, que treballen amb un grup de nens vigilantes clandestins per evitar que una poderosa corporació imposi el control global sobre la joventut del món mitjançant la inserció d'un xip, que també permet controlar-los. S'ha doblat al català pel Canal Super3, que va estrenar-la el 14 de gener de 2022.
Fora de control està produït per Polly Staniford i Angie Fielder. Els productors executius són Justine Flynn, Libbie Doherty i Carla De Jong. La creadora i productora guionista és la mateixa Flynn. La sèrie està dirigida per Rhys Graham, Flynn, Neil Sharma, Nick Verso, Lucy Gaffy i Rebecca O'Brien. Va ser escrit per Mithila Gupta, Timothy Lee, Tristram Baumber, Chris Kunz, Greg Waters, Jane Allen, Rhys Graham, Nicholas Brown, Natesha Somasundaram. És una producció d'Aquarius Films. Netflix va adquirir-ne els drets globals fora d'Austràlia. Amb data de setembre de 2022, la sèrie no va ser cancel·lada oficialment per Netflix ni renovada per a una segona temporada.